# HD 181720
HD 181720 — звезда в созвездии Стрельца на расстоянии около 190 световых лет от нас. Вокруг звезды обращается, как минимум, одна планета.

## Характеристики
HD 181720 относится к классу жёлтых карликов и по своим характеристикам напоминает наше Солнце. Её диаметр и масса равны 1,39 и 0,92 солнечных соответственно. Звезда почти в 2 раза ярче Солнца; температура её поверхности составляет 5781 кельвинов, её хромосферная активность крайне мала.

## Планетная система
В 2009 году командой астрономов было объявлено об открытии планеты HD 181720 b. Открытие было совершено в рамках программы HARPS, вместе с другими 29 планетами. Газовый гигант HD 181720 b имеет минимальную массу, равную 0,37 массы Юпитера и обращается на среднем расстоянии 1,78 а.е. от родительской звезды по вытянутой эллиптической орбите. Год на этой планете длится приблизительно 956 дней.